# Władysław Dukszto
Władysław Dukszto (ur. 11 listopada 1904 r. w Trokach, zm. 4 września 1988 w Montrealu) – absolwent V promocji w Szkole Podchorążych Lotnictwa, pułkownik obserwator, dowódca 216 eskadry bombowej oraz dywizjonu 300, kawaler Virtuti Militari.

## Życiorys
W 1929 r. ukończył Państwową Szkołę Techniczną w Wilnie. Zgłosił się do odbycia służby wojskowej w polskim lotnictwie, został przyjęty do Szkoły Podchorążych Lotnictwa. Naukę ukończył z 7. lokatą w 1931 r. Otrzymał przydział do 12 eskadry liniowej, w 1933 r. został przeniesiony do 213 eskadry bombowej. W lutym 1936 r. został mianowany dowódcą eskadry w 1 Pułku Lotniczym i pełnił tę funkcję do grudnia 1937 r. Następnie od 4 sierpnia 1937 r. zastępował dowódcę 215 eskadry bombowej, stanowisko zdał 30 listopada. W kwietniu 1939 r. został mianowany dowódcą 216 eskadry bombowej i w tej jednostce walczył podczas wojny obronnej.
4 września poprowadził samoloty eskadry na bombardowanie niemieckich kolumn pancernych na trasie Piotrków Trybunalski – Radomsko. Dzień później dowodził maszynami atakującymi oddziały Wehrmachtu w rejonie Piotrków Tryb. – Rozprza. 6 września poprowadził klucz Łosi na bombardowanie zgrupowania ok. 100 czołgów wokół Radomska. Dzień później atakował niemieckie czołgi w rejonie Ostrołęki. W locie powrotnym z przedniego stanowiska strzeleckiego w Łosiu (nr 72.141) zestrzelił napotkanego Messerschmitta Bf 109. Z powodu uszkodzeń Łoś lądował przymusowo. Do jednostki udało mu się dołączyć 12 września, dwa dni później dowodził kluczem, który atakował niemieckie czołgi w rejonie Zamościa. Ostatni lot bojowy w składzie 216 eskadry wykonał 16 września, atakując niemieckie czołgi na trasie Terespol-Brześć. W czasie walk wykonał siedem lotów bojowych.
Po agresji ZSRR na Polskę 18 września przeprowadził ocalałe samoloty eskadry na teren Rumunii. Z grupą żołnierzy eskadry przedostał się do Bukaresztu, skąd wyjechali do Belgradu. 10 października udało im się dotrzeć do Aten, skąd na pokładzie SS Pułaski odpłynęli do Marsylii. Do Francji dotarł 23 października, dzień później znalazł się w Centrum Wyszkolenia Lotnictwa w Lyon-Bron. Objął stanowisko dowódcy eskadry podoficerów, następnie został oficerem operacyjnym w XX Grupie Operacyjnej.
Po upadku Francji przedostał się do Wielkiej Brytanii. Zgłosił się do służby w Polskich Siłach Powietrznych, otrzymał numer służbowy RAF P-1035. Został skierowany na przeszkolenie nawigacyjne, a następnie przygotowanie operacyjne w 18 Operational Training Unit. Po ukończeniu szkolenia w 1941 roku otrzymał przydział do dywizjonu 300. Brał udział w akcjach bojowych dywizjonu, wyróżnił się podczas nalotu na Hamburg w nocy z 8 na 9 kwietnia 1942 r. Był jedynym nawigatorem dywizjonu, który doprowadził bombowiec nad cel. 30 maja wziął udział w nalocie tysiąca bombowców na Kolonię, podczas którego jego Vickers Wellington BH-B został uszkodzony ogniem artylerii przeciwlotniczej, ale załodze udało się zrzucić ładunek bombowy na cel i powrócić do bazy.
9 lipca objął obowiązki dowódcy dywizjonu 300, formalnie został zatwierdzony na tym stanowisku 1 sierpnia. Po ukończeniu tury lotów operacyjnych 31 października 1942 r. zdał dowództwo dywizjonu i przeszedł do służby naziemnej PSP. Pełnił funkcję dowódcy 10 i 18 OTU.
Po demobilizacji nie zdecydował się na powrót do Polski, wyemigrował do Kanady. Zmarł 4 września 1988 r. w Montrealu, został pochowany na Notre-Dame-des-Neiges Cemetery.

## Ordery i odznaczenia
Za swą służbę otrzymał odznaczenia:
- Krzyż Srebrny Virtuti Militari nr 9349,
- Krzyż Walecznych – czterokrotnie,
- Medal Lotniczy – czterokrotnie,
- Distinguished Flying Cross.